# Flygtaxi
Flygtaxi är taxi på väg till eller från flygplats. Termen används i samband med flygresor. Vid många flygtaxiresor sker en samordning, så att passagerare från/till olika adresser får samåka. 
Flygtaxi är också ett registrerat namn på ett företag i Sverige, som förmedlar beställningar till lokala taxibolag. Det grundades 1988 av Linjeflyg i samarbete med taxibranschen men ägs numera av Cabonline Group.